# Pterotaea serrataria
Pterotaea serrataria là một loài bướm đêm trong họ Geometridae.